# Substrat językowy
Substrat językowy (łac. substratum, „podłoże”) – pierwotne podłoże językowe (lub etniczno-językowe) na określonym obszarze zamieszkanym później przez ludność używającą innego języka. Substrat zazwyczaj pozostawia pewne ślady w nowszym języku.
Wpływem jakiegoś substratu można wyjaśnić obecność różnych zmian i elementów niesystemowych w nowym języku. Oddziaływaniem substratu tłumaczy się m.in. pewne zjawiska fonologiczne, na przykład przesuwkę germańską.
Gwary północno-wschodniej Polski, podobnie jak polszczyzna północnokresowa, powstały na substracie białorusko-litewskim. Śladami substratu białoruskiego w tych gwarach jest m.in. akanie, ruchomy akcent, występowanie spółgłoski r [r] w miejsce ogólnopolskiego rz [ʒ] (np. reka, treba wobec ogólnopolskiego rzeka, trzeba).
Substratem na terenie obecnej Francji były języki celtyckie Gallów, Belgów i Akwitańczyków (wspomnianych przez Cezara), zastąpione przez łacinę, a następnie przez wywodzące się z niej języki romańskie, zwłaszcza nowożytny francuski.